# Auguste de La Force
Pour les autres membres de la famille, voir Famille de Caumont.
Auguste Armand Ghislain Marie Joseph Nompar de Caumont, né à Dieppe le 18 août 1878 et mort à Saint-Aubin-de-Locquenay (Sarthe) le 3 octobre 1961, est un historien français, membre de l'Académie française.

## Biographie
Fils d'Olivier Emmanuel Auguste Louis Ghislain Nompar de Caumont et d'Anne Blanche Élisabeth Jeanne de Maillé de La Tour-Landry, petit-fils, du côté de son père, d'Auguste Luc Nompar de Caumont, et, du côté de sa mère, d'Armand-Urbain Louis Charles de Maillé de la Tour-Landry, Auguste de La Force (aussi appelé Auguste-Armand de La Force). Il fait ses études d'abord à domicile, avec un précepteur, puis à partir de 1892 à l'externat fondé par les Jésuites rue de Madrid à Paris. Il est ensuite élève de l’École libre des sciences politiques.
Il épouse, le 29 juin 1908, à Paris, Marie-Thérèse Thaïs de Noailles, fille d'Amblard Marie Raymond Amédée, vicomte de Noailles, et de Marie Suzanne Louise Caroline de Gourjault.
Spécialiste du XVIIe siècle, lui-même descendant de la famille des Caumont de la Force dont il relate les dix siècles d’histoire, le travail d’historien d’Auguste Armand de La Force lui permet de reconstituer des événements auxquels avaient pris part ses ancêtres. Il est élu à 47 ans membre de l'Académie française le 19 novembre 1925, successeur de Paul-Gabriel d’Haussonville au 27e fauteuil.
Il meurt le 3 octobre 1961 . Son éloge est prononcé par l'écrivain Joseph Kessel lors de son discours de réception à l'Académie française le 6 février 1964.

## Publications
- Deux favorites, Madame de Balbi et Madame de Polastron, Paris, Revue des deux mondes, 1907
- Les Reines de l’émigration, Paris, 1907-1908
- L’Architrésorier Lebrun, gouverneur de la Hollande, 1810-1813, Paris, Plon, 1907, prix Thérouanne de l'Académie française en 1908
- Anne de Caumont-La Force, comtesse de Balbi, Paris, Émile-Paul, 1909
- Lauzun un courtisan du Grand Roi, Paris, Hachette, 1913
- Le grand Conti, Paris, Émile-Paul frères, 1922
- Les Prisons du Bossu de la Fronde : Armand de Bourbon, prince de Conti, Paris, Revue des deux mondes, 1922
- Le Maréchal de La Force, un serviteur de sept rois (1558-1652). [t.1-2], Paris, Émile-Paul frères, 1924-1928
- La Grande mademoiselle, Paris, Flammarion, 1927
- La Vie amoureuse de la Grande Mademoiselle, Paris, Flammarion, 1927, 1931
- Comédies sanglantes, drames intimes, Paris, Émile-Paul frères, 1930
- Le Duc de La Force, Paris, Félix Alcan, 1931
- La Vie courante hier et aujourd’hui : une fantaisie de Madame Du Barry, Paris, Bureaux de la Revue de France, 1932
- Histoire du cardinal de Richelieu , 4 tomes, Paris, Plon, 1932-1947
- Dames d’autrefois, Paris, Émile-Paul frères, 1933
- Claire Marie de Nassau : princesse de Ligne, Bruxelles, [s.n.], 1936
- Femmes fortes, Paris, Émile-Paul frères, 1936
- Histoire et portraits, Paris, Éditions Emile-Paul frères, 1937
- Pierre de Nolhac, Paris, Beauchesne, 1938
- Chateaubriand au travail, Avignon, Aubanel, 1941
- De Bayard au Roi Soleil, Paris, La Table ronde, 1946
- Le Beau passé..., Paris, La Table ronde, 1946
- De Colbert à Marat, Paris, Éditions de la Table ronde, 1946
- En suivant nos pères, Paris, Amiot-Dumont, 1952
- Journal 1817-1848, Paris, Amiot-Dumont, 1955
- Louis XIV et sa cour, Paris, Productions de Paris, 1956
- Amours et usages de jadis, Paris, Fayard, 1959
- Dix siècles d’histoire de France ; les Caumont la Force, Paris, Fasquelle, 1960
- Les Caumont La Force ; dix siècles d’histoire de France, Paris, Fasquelle, 1960
- Les Châteaux de la Sarthe, Paris, Delmas, 1960
- La Fin de la douceur de vivre ; souvenirs 1878-1914, Paris, Plon, 1961
- En marge de l’Académie, Paris, Wesmael-Charlier, 1962
- Églises et abbayes de la Sarthe, Paris, J. Delmas et Cie, 1971

## Distinctions
- Officier de la Légion d'honneur
- Commandeur de l'ordre de Pie IX